# Johnny Hayes
John Joseph "Johnny" Hayes (Nova Iorque, 10 de abril de 1886 – Englewood, 25 de agosto de 1965) foi um atleta norte-americano, vencedor da maratona dos Jogos Olímpicos de Londres em 1908.
Johnny Hayes começou sua carreira de corredor de longa distância conseguindo um sexto lugar na Maratona de Boston em 1906, melhorando para um terceiro lugar no ano seguinte e uma vitória na Maratona de Yonkers. Em 1908, um segundo lugar em Boston o classificaria para disputar a prova nos Jogos Olímpicos do mesmo ano.
Foi nestes Jogos que a maratona mudou sua distância dos 40 km originais de Atenas para os 42,195 km oficiais do dia de hoje. A pedido da família real britânica, que desejava ver a largada dos jardins do Castelo de Windsor e a chegada em frente ao camarote real dentro do Estádio Olímpico de White City, por decisão do Comitê Olímpico Britânico a maratona teve 2.195 m anexados à sua distância original para conseguir perfazer a distância exata entre os dois locais, uma medida que seria oficializada pela IAAF  a partir de 1921.

## Dorando e Hayes
A prova é lembrada nos anais da história olímpica não apenas por este fato, mas pela dramática saga do italiano Dorando Pietri. O pequeno italiano (1,59 m), líder solitário da corrida nos últimos quilômetros, foi o primeiro a entrar no estádio. Porém, completamente exausto e desorientado, tomou a direção errada e começou a fazer a volta pela pista ao contrário. Advertido pelos juízes, voltou na direção certa e por três vezes durante os metros finais caiu ao chão, sendo ajudado por médicos e fiscais para que pudesse, aos tropeções, cruzar a linha de chegada, cujo momento registrado em fotografia é o primeiro grande ícone fotográfico esportivo do século XX.

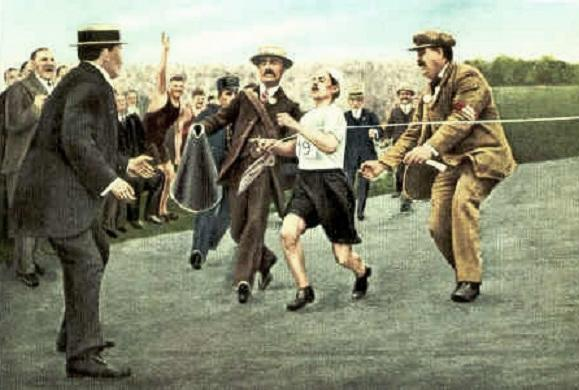
Dorando Pietri na chegada da maratona dos Jogos Olímpicos de Londres de 1908

À medida que a atenção da multidão se voltava para o drama de Pietri, que saiu carregado de maca do estádio assim que completou a prova, entrava no estádio, quase despercebido, o pequeno americano Hayes, que cruzou, correndo e sem ajuda, a linha de chegada em segundo lugar. Imediatamente, os chefes da delegação norte-americana fizeram um protesto oficial junto à organização dos Jogos, pela ajuda que o italiano recebeu para terminar a prova, e a vitória e a medalha de ouro foram oficialmente concedidas a Johnny Hayes.
O episódio acabou sendo mais benéfico a Pietri que a Hayes, que se tornou muito mais famoso que o campeão olímpico e recebeu uma taça de ouro das mãos da própria Rainha Alexandra da Inglaterra.
Após a dramática batalha entre Johnny e Dorando em Londres, o interesse popular por uma revanche entre os dois cresceu de tal maneira, que promotores esportivos realizaram duas corridas entre eles, no Madison Square Garden em Nova Iorque, em 1908 e 1909. Dorando Pietri venceu as duas.
Johnny Hayes se tornou treinador na equipe de atletismo dos Estados Unidos nos Jogos de 1912 e depois seguiu a carreira de professor de educação física. Morreu em 1965, aos 79 anos de idade.